# Eberhard Heiße
Eberhard Heiße (* 17. März 1933 in Crottendorf) ist ein deutscher Jugendevangelist, Mitarbeiter der evangelischen Jugendarbeit, Autor und Träger des Bundesverdienstkreuzes. Er war einer der bekanntesten Jugendpfarrer in der DDR.

## Leben
Eberhard Heiße wuchs in Crottendorf im Erzgebirge als Sohn eines Schneidermeisters mit weiteren drei Brüdern auf.
1947 bis 1950 erlernte er den Beruf des Gärtners in Thum. Ab 1949 war er als ehrenamtlicher Mitarbeiter in der evangelischen Jugendarbeit in Thum tätig. Nachdem er eine Zeitlang als Gärtner gearbeitet hatte, begann er 1951 eine Ausbildung zum Diakon in der Stephanus-Stiftung in Berlin-Weißensee. Diese schloss er 1958 ab.
Seine erste Dienststelle war das Heim der Hoffnungstaler Stiftung Lobetal in Blütenberg bei Lichterfelde. Zu seinen Aufgaben gehörte der Aufbau einer Gärtnerei sowie die Arbeit mit den geistig behinderten und bildungsunfähigen jungen Männern.
Von 1962 bis 1971 arbeitete er als Diakon für Kinder- und Jugendarbeit in Artern, 1972 wechselte er nach Marienberg. Als Bezirksjugendwart war er für die Jugendarbeit im Kirchenbezirk Marienberg zuständig. Zu seinen Aufgaben gehörte auch die inoffizielle seelsorgerische Betreuung der Soldaten des Mot.-Schützenregimentes 7 „Max Roscher“ der NVA.
1988 wechselte er nach Annaberg-Buchholz. Dort arbeitete er als Gemeindediakon in der ev.-luth. Kirchgemeinde St. Annen. Während der Wendezeit war er Mitorganisator von Friedensgebeten und Demonstrationen. Nach der Wende nutzte er die neuen Möglichkeiten und gründete 1992 einen CVJM und 1993 ein offenes Jugendhaus.
1997 erhielt er das Bundesverdienstkreuz am Bande „für unermüdlichen Dienst am Menschen vor und nach der friedlichen Revolution“. Heiße ging 1998 in den Ruhestand, war jedoch bis 1999 weiterhin ehrenamtlich in der Jugendarbeit tätig.
Seit 1999 wohnte er mit seiner Frau in Sonnewalde, bis er 2014 wieder ins Erzgebirge nach Raschau zog. Das Ehepaar Heiße hat fünf Kinder.

## Werke
- Eberhard Heiße: Durchs ROTE MEER und andere Wüsten. Lichtzeichen Verlag GmbH, Lage 2009, ISBN 978-3-936850-08-6.
- Eberhard Heiße: Alfredo auf dem Hochseil: spannende Lebensgeschichten aus der ehemaligen DDR. Lichtzeichen Verlag GmbH, Lage 2012, ISBN 978-3-86954-076-4.